# Townsend Bell
Townsend Bell (São Francisco, 19 de abril de 1975) é um piloto estadunidense de corridas automobilísticas.

## Carreira
Bell despontou relativamente tarde para o automobilismo: foi em 1999, aos 24 anos, quando correu na Barber Dodge Pro Series.
Entre 2000 e 2001, competiu na Indy Lights, conquistando o título da categoria neste último ano, e ainda teve sua primeira chance na CART (mais tarde, Champ Car), pilotando o carro #19. Sua estreia aconteceu no GP de Lausitzring, primeira prova da CART na Europa e que ficou marcado pelo violento acidente que causou amputamento das pernas do italiano Alessandro Zanardi. Seu primeiro ponto veio na corrida seguinte, em Rockingham.
Foi o suficiente para a Patrick efetivá-lo como titular em 2002, no lugar do brasileiro Roberto Pupo Moreno. Na etapa de Portland, chegou em quarto lugar, seu melhor resultado na categoria. A desclassificação no GP de Toronto foi o estopim para sua demissão, ocorrida após o GP de Cleveland, onde abandonou depois de bater com o brasileiro Bruno Junqueira. Seu lugar foi ocupado pelo espanhol Oriol Servià até o final da temporada.

## Fórmula 3000
Em 2003, Bell, sem chances na CART, decide competir na Fórmula 3000 pela equipe Arden International. Tendo como companheiro de escuderia o sueco Björn Wirdheim (campeão naquele ano), o americano fechou sua única temporada na F-3000 em nono lugar, com um terceiro lugar no GP da Hungria como melhor resultado.
No mesmo ano, fez testes com BAR e Jaguar na Fórmula 1, mas não foi bem-sucedido. Estes foram os primeiros (e únicos) contatos do norte-americano com carros da principal categoria do automobilismo.

## IRL

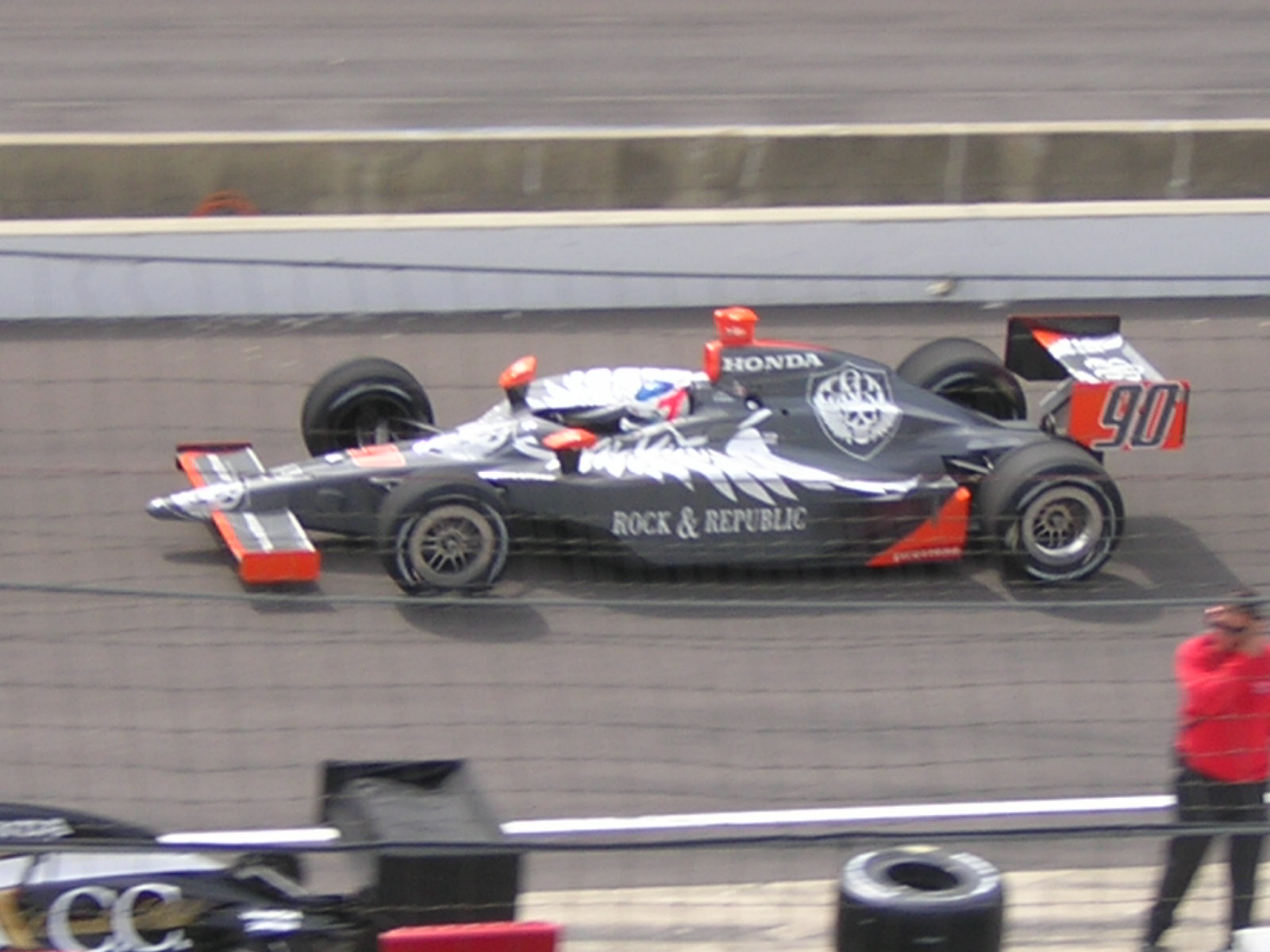
Bell durante as 500 Milhas de Indianápolis de 2006. Naquela edição, competiu pela Vision Racing.

Após a passagem pela Fórmula 3000, Bell volta ao seu país para disputar a IndyCar Series (na época, IRL), pela equipe Panther, entrando no lugar de Mark Taylor, que estava lesionado após sofrer um acidente nas 500 Milhas de Indianápolis, corrida a qual Bell esteve presente em sete oportunidades. Fez ainda outra corrida (GP de Michigan) pela mesma Panther em 2005.
A partir de 2006, fez raras participações em outras corridas, uma vez que sua prioridade era a participação na Indy 500 (representando as equipes Vision Racing, Dreyer & Reinbold, KV Racing e Sam Schmidt), onde teve como melhor resultado um quarto lugar na edição de 2009, pela KV.
Em 2013, aos 38 anos, voltaria à Panther para tentar disputar sua sétima Indy 500. Classificado em vigésimo-segundo lugar, terminou em vigésimo-sétimo na prova vencida pelo brasileiro Tony Kanaan.

## ALMS
Em 2012, Bell correu na American Le Mans Series com um Lotus Evora GTE inscrito pela Alex Job Racing. Além de seguir com sua carreira de piloto, ele também é comentarista esportivo da NBC com Wally Dallenbach, Jr., Paul Tracy e Leigh Diffey.

## Vida pessoal
Atualmente, Townsend Bell encontra-se casado com a atriz Heather Campbell.